# Bernardo Iñiguez del Bayo y de Pradilla
Bernardo Iñiguez del Bayo y de Pradilla (Tudela, dicembre 1641 – 1693) è stato un militare spagnolo, che fu comandante del galeone Santo Cristo de Burgos dal 1691 alla sua perdita per naufragio avvenuta nell'inverno 1693.

## Biografia
Nacque a Tudela figlio di Miguel Íñiguez del Bayo, avvocato della corte reale di Navarra, e María Pradilla, all'interno di una nobile famiglia basca. Fu battezzato il 15 dicembre 1646 nella cattedrale di Santa Maria a Tudela.
Nel 1686 si recò in Messico e un anno dopo divenne alcalde di San Luis de Potosí. Tale città era periodicamente vittima di gravi inondazioni, ed egli supervisionò la costruzione di un lungo fossato, noto come "La Zanja", costruito allo scopo di smaltire le acque in eccesso. La città non disponeva di fondi sufficienti per far fronte ai lavori, e quindi lui finanziò più della metà dei costi con i mezzi propri. In risposta a ciò la città commissionò un dipinto per l'altare della sua chiesa che mostrava del Bayo e altri funzionari del consiglio che pregavano la Virgen del Pilar Al termine del suo mandato di sindaco fu nominato comandante del reggimento di cavalleria di stanza a Città del Messico, e nel 1689 fu insignito del titolo di Cavaliere dell'Ordine di Santiago. Nel 1691, pur non avendo alcuna esperienza di navigazione fu nominato capitano del galeone Santo Cristo de Burgos dal Viceré della Nuova Spagna, sostituendo il capitano Francisco de Arocha. Nel corso di quello stesso anno riportò il galeone a Manila, dove arrivò nel mese di luglio, trasportando un sussidio della Corona spagnola pari a 131.504 pesos per il mantenimento della Colonia della Filippine, e 24.028 pesos di stipendi per gli ecclesiastici e fondi addizionali per i residenti.
Il 30 giugno 1692 il Santo Cristo de Burgos salpò da Cavite per un altro viaggio verso Acapulco, con un carico registrato del valore di 256.666 pesos, avendo pagato gli almojarifazgo (dazi commerciali per il galeone) sulla base del 3% del valore del carico, pari a 7.700 pesos, subito prima della partenza. Del Bayo ricevette uno stipendio di 4.125 pesos, mentre il Tesoro pagò ulteriori 14.524 pesos di stipendio a un numero imprecisato di ufficiali, trentasei artiglieri, ottanta marinai, ventiquattro mozzi spagnoli e altri sessanta presenti a bordo della nave. Il primo pilota del galeone era Juan Quintero. Il Santo Cristo de Burgos arrivò all'imboccatura dello stretto di San Bernardino il 14 settembre, molto in ritardo sul previsto, e il 7 novembre incappò in una terribile tempesta perdendo tutti e tre gli alberi. Pesantemente danneggiato, e dopo una navigazione di fortuna di cinque settimane, il galeone approdò nella baia di Naga il 18 dicembre.
Per decisione dei funzionari della Real Hacienda le merci imbarcate sul galeone furono sbarcate per poter completare le opportune riparazioni, e dato che nessun altro galeone era partito quell'anno per Acapulco, il ritorno in porto (arribada) del Santo Cristo de Burgos causo un enorme danno finanziario alla Colonia delle Filippine, tanto che le autorità spagnole misero sotto processo il capitano e parte dei membri dell'equipaggio. Le indagini stabilirono che parte dell'albero di trinchetto era stato mal costruito e che le vele erano troppo grandi per l'albero e il sartiame. Inoltre Del Bayo accusò apertamente il primo pilota di negligenza e ubriachezza in servizio, il quale si difese accusando il nostromo Pedro Flores di aver usato funi per il sartiame inappropriate. Dopo un lungo esame dei testimoni, il verdetto dei funzionari scagionò completamente il capitano per l'arribada, giudicato Quintero colpevole di aver scelto la rotta sbagliata e di non aver preso le precauzioni essenziali, privandolo del diritto di lavorare nella sua professione di pilota di galeoni ed esiliandolo definitivamente dalle Filippine.
Terminate le riparazioni, del costo di 13.175 pesos, la nave fu pronta a partire nuovamente. L'equipaggio, al comando ancora di del Bayo y de Pradilla, era formato da 30 artiglieri, e meno di duecento uomini marinai. Vi erano inoltre anche sedici passeggeri, inclusi sei sacerdoti degli ordini agostiniani, domenicani e gesuiti, oltre a mercanti e militari. Primo pilota era Guillermo del Águlla.
Secondo la corrispondenza tra i funzionari spagnoli dell'epoca, il Santo Cristo de Burgos lasciò le Filippine nel 1693 prima di imbarcare tutte le provviste e membri dell'equipaggio, al fine di evitare di pagare le tasse e le obbligazioni associate al ritorno in porto del 1692.
Il capitano del Bayo y de Pradilla lasciò in porto una trentina di membri dell'equipaggio, il 10% del personale, tutti essenziali su un galeone di Manila. La nave non arrivò mai a destinazione, scomparendo in mare con tutto l'equipaggio. La notizia della perdita del galeone venne riportata dall'avventuriero italiano Giovanni Francesco Gemelli Careri nel suo libro Giro del Mondo pubblicato nel 1697.

### Annotazioni
1. ↑  Questo dipinto si trova ancora oggi appeso alle pareti della chiesa parrocchiale di Santiago a San Luis de Potosí..

### Fonti
1. 1 2  Noticias de Navarra.
2. ↑  La Folette, Deur 2018, p. 230.
3. 1 2 3 4 5  La Folette, Deur 2018, p. 228.
4. ↑  La Folette, Deur 2018, p. 218.
5. 1 2 3  Koziak 2020, p. 7.
6. ↑  La Folette, Deur 2018, pp. 218-219.
7. 1 2 3 4 5  La Folette, Deur 2018, p. 219.
8. 1 2 3  La Folette, Deur 2018, p. 220.
9. 1 2 3  La Folette, Deur 2018, p. 221.
10. 1 2  La Folette, Deur 2018, p. 224.
11. ↑  La Folette, Deur 2018, p. 225.
12. ↑  La Folette, Deur 2018, p. 226.
13. 1 2  Koziak 2020, p. 9.
14. ↑  Gemelli Careri 1963, p. 125.